# カウカ川

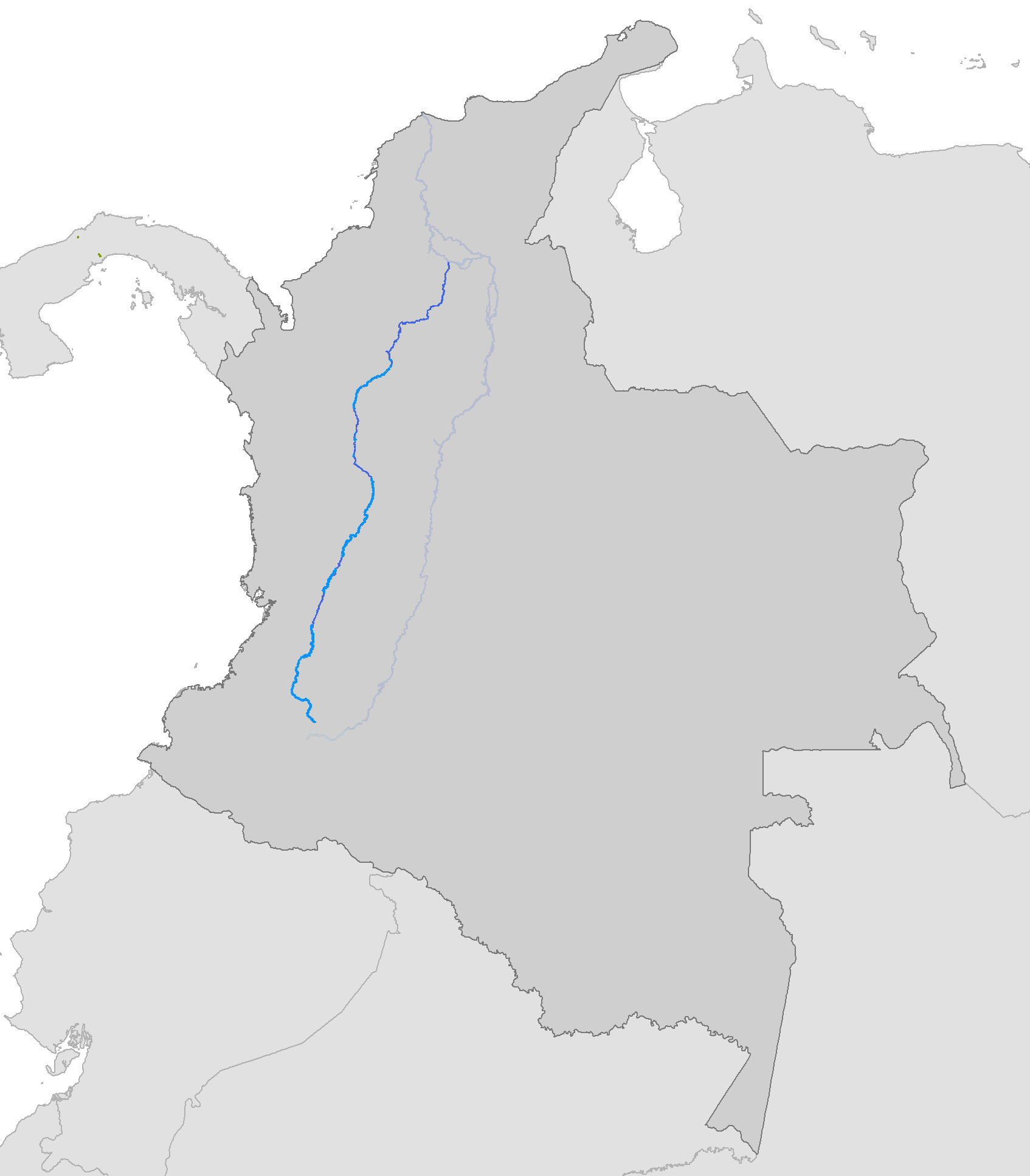
流路

カウカ川（カウカかわ、スペイン語: Río Cauca）は、コロンビアのオリエンタル山脈とセントラル山脈に挟まれた地域を流れる川である。コロンビア南西部のカウカ県ポパヤン付近に源を発し、ボリーバル県マガンゲ付近でマグダレナ川に合流。川は最終的にカリブ海に注ぐ。源流から河口までの流路延長は 1350キロ（840マイル）で、そのうちマグダレナ川への合流点までは 965キロ（600マイル）を有する。
上流部のバジェ・デル・カウカ県のブガ、ソンソ湖一帯はツノサケビドリなどの鳥類およびGenycharax tarpon、Callichthys fabricioi、Pimelodella macrocephala、Hyphessobrycon poecilioides、Gephyrocharax caucanusなどの固有種の魚類の生息地で、2017年にラムサール条約登録地となった。
川は、カウカ県とバジェ・デル・カウカ県の環境当局の管轄下にある。船舶はマグダレナ川の合流点よりも上流に640キロ（400マイル）まで航行が可能である。

## 自然災害
1970年12月13日、上流部（ボゴタ北方230km付近）渓谷の斜面が地すべりで崩壊。多くの乗用車やバス3台が土砂もろともカウカ川へ押し流されるなどして200人以上が行方不明になった。

## 環境問題
2007年11月18日、コロンビアの新聞「エル・ティエンポ」は、一日平均で500トンの残留廃棄物が川に流入していると報じた。ポパヤン市付近では、7つの金山、また水銀などの汚染物質、約8つの採石場、石炭とボーキサイトの2、3の鉱山によって汚染されている。流域で最も大きな都市であるサンティアゴ・デ・カリでは必要とする水の76パーセントを河川に依存しており、それら主要都市からくる排水と 330トンに近い残留廃棄物による堆積が川へと加わる。サンティアゴ・デ・カリの少し下流にある都市「バイェデルカウカ・ユンボ」に到達する頃には、川の水は酸素を失っている。